# The Brave One
The Brave One (La extraña que hay en ti, en España; Valiente, en México) es una película dramática del 2007 dirigida por Neil Jordan, escrita por Foster Roderick Taylor, Bruce A. Taylor, Cynthia Mort y protagonizada por Jodie Foster

## Sinopsis
Erica Bain (Jodie Foster) y su prometido sufren el ataque de unos pandilleros, él muere. Destrozada psicológicamente y consumida por el miedo pensando que todo el mundo quiere atacarla, compra un arma clandestinamente con la que se toma la justicia por su mano. Ella ve que puede castigar a todo aquel que ella considera malvado, asombrada por su valentía, sigue las pistas para encontrar a los culpables del ataque, bajo la atenta mirada de un policía (Terrence Howard) que teme el inminente escarmiento.

## Acogida
Pese al prestigioso director Neil Jordan que ha filmado a lo largo de su carrera películas con excelentes críticas cómo Entrevista con el vampiro o Michael Collins, La extraña que hay en ti no fue muy bien recibida mundialmente. La mayoría de críticos coincidieron alegando que era un thriller pasadero, muy regular, cuyo metraje no resultaba demasiado sugestivo.